# Аррабиата
Аррабиата (итал. arrabbiata, от итал. arrabbiato — «сердитый») — традиционный итальянский острый соус для заправки макаронных изделий. 
Родиной соуса считается Центральная Италия (регион Лацио), но его рецепт широко известен как в Италии, так и за её пределами. Блюдо готовится быстро, просто и всего из нескольких ингредиентов. 
Для приготовления соуса «аррабиата» используется чеснок, острый красный перец (перец чили), помидоры и оливковое масло, петрушка.
Соус используется главным образом для заправки макаронных изделий пенне, реже — спагетти.
Аррабиата с пенне фигурирует в нескольких итальянских кинофильмах, наиболее известные из которых — «Рим» Федерико Феллини, «7 кг за 7 дней» Лука Вердоне и «Большая жратва» Марко Феррери

## Приготовление
На сковороде или в сотейнике на маленьком огне обжарить зубчик чеснока на оливковом масле, добавить измельчённые перцы чили и обжарить ещё 10–15 секунд. Затем положить в сковороду резаные консервированные помидоры без кожицы и тушить до загустения 10–15 минут, посолить. 
Макаронные изделия, отваренные до состояния аl dente добавить к соусу, посыпать нарезанной петрушкой и перемешать. Блюдо подавать горячим.